# Église Santissimo Nome di Maria
Ne doit pas être confondu avec Église Santissimo Nome di Maria al Foro Traiano.
L'église Santissimo Nome di Maria (en français : église Très-Saint-Nom-de-Marie) est une église romaine située dans le quartier Appio-Latino sur la via Centuripe à proximité de la via Latina.

## Historique

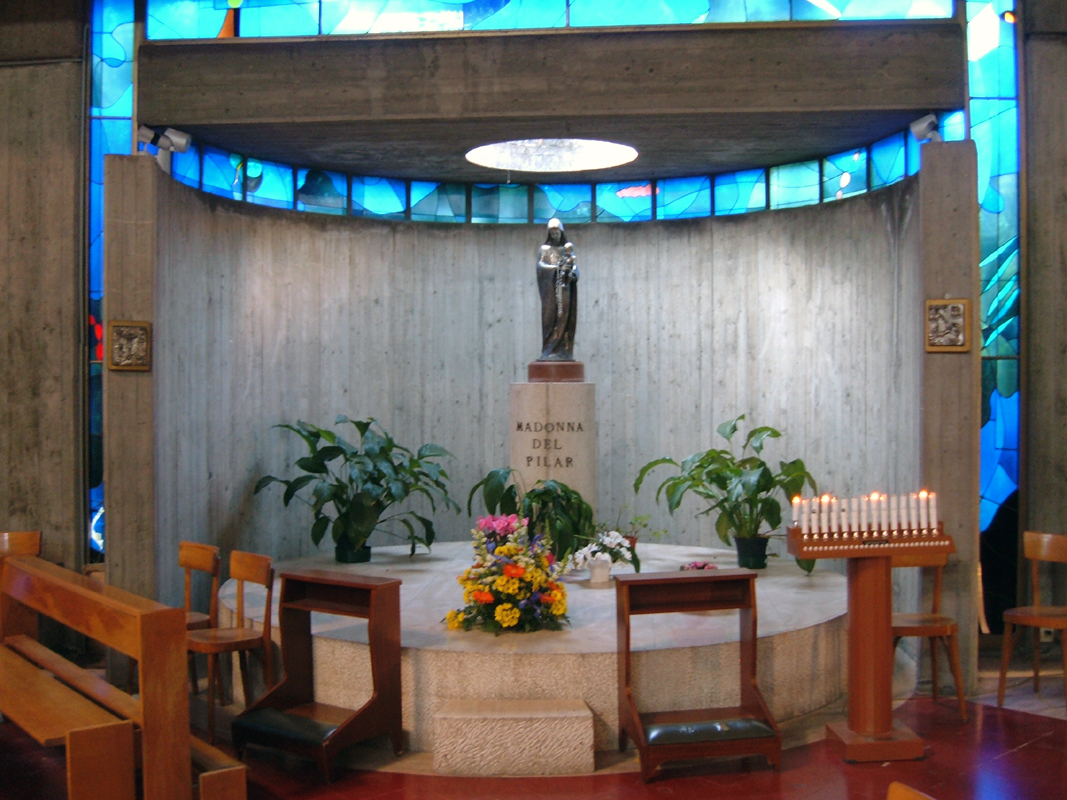
La chapelle dédiée à la vierge, et ses vitraux bleus

L'église fut construite sur les plans de l'architecte Aldo Ortolani. Son érection est terminée en 1980 et elle est consacrée le 4 avril 1981. L'église était déjà siège paroissial depuis le 1er avril 1963 avec le décret Quo uberius du cardinal Clemente Micara  et allouée aux religieux de la Société de Marie. Le 25 mai 1985, elle devient le siège du titre cardinalice Santissimo Nome di Maria a Via Latina institué par le pape Jean-Paul II qui y fait une visite paroissiale le 1er mars 1987. Le titulaire en est actuellement le cardinal Gaudencio Rosales, archevêque métropolite de Manille aux Philippines.
La fête patronale de la paroisse est le Saint Nom de Marie, le 12 septembre qui est par ailleurs la fête patronale de la Société de Marie (Marianistes).

## Architecture et décorations
L'église est entièrement construite en béton selon une architecture moderne. La façade se compose d'un portail unique. Un pilier situé à la droite de l'église porte une croix. L'intérieur est constitué d'une nef unique et avec système particulier d'éclairage naturel filtrant au travers de fins vitraux bleus entourant les angles des murs diffusant une lumière très particulière dans l'église.